# Nationale concertzaal voor orgel- en kamermuziek van Oekraïne
De nationale concertzaal voor orgel- en kamermuziek van Oekraïne (Oekraïens: Національний будинок органної та камерної музики України) is een concertzaal in de Sint-Nicolaaskathedraal in Kiev. Dit is een van de locaties van het muziekfestival van Kiev.

## Gebouw
De kathedraal werd circa 1990 voltooid, voor de groeiende Poolse gemeenschap in Kiev en werd na 1917 gesloten door de Communisten. In de jaren 1930 werd de kathedraal gebruikt als opslagruimte en later als archief. Het gebouw leed erge schade tijdens de Tweede Wereldoorlog.
Eind jaren 1970, besloot de Ministerraad van de Oekraïense Socialistische Sovjetrepubliek om het gebouw te restoreren en te gebruiken als locatie voor de Nationale concertzaal voor orgel- en kamermuziek van Oekraïne voor het Ministerie van Cultuur van Oekraïne. De restoratiewerken werden bijgestaan door de architecten O. Grauzhis en I. Tukalevskiy (dit zijn de Engelse spellingen van de namen), met glas-in-loodramen uit de Baltische staten, gestoffeerde meubelen uit Lviv en parketvloeren uit Kivertsi (een stad in Oblast Wolynië)).
Sinds 1992 wordt het gebouw gedeeld met de Rooms-Katholieke Kerk in Oekraïne. Het Ministerie van Cultuur had plannen om een nieuw gebouw te bouwen voor de concertzaal voor orgel- en kamermuziek tegen eind 2023.

## Orgels
De hoofdorgel van de concertzaal werd ontworpen en gemaakt door Rieger–Kloss, een Tsjechische fabrikant van pijporgels, in 1979.
Een repetitie-orgel werd ook gemaakt door Rieger-Kloss in 1979.